# John Hirasaki
John Hirasaki, né en 1941 à Vidor, est un ingénieur en mécanique américain. Il travaille pour la National Aeronautics and Space Administration (NASA) lors de la mission Apollo 11, la première mission habitée sur la Lune.

## Jeunesse et éducation
John Hirasaki naît à Vidor au Texas. Il fréquente la Vidor High School et obtient par la suite son diplôme du Lamar State College of Technology, où il reçoit un baccalauréat universitaire en sciences en génie mécanique en 1964,.

## Carrière
Hirasaki est embauché par la Division de l'atterrissage et de la récupération du Manned Spacecraft Center de la NASA en 1966.

### Apollo 11

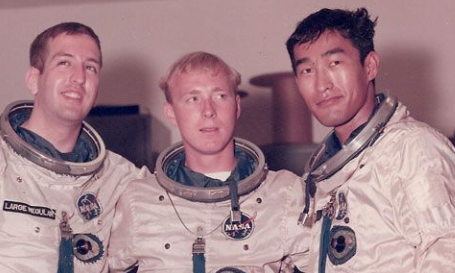
Frank Janes, Paul Kruppenbacher et John Hirasaki, ingénieurs de la Division de l'atterrissage et de la récupération, lors d'essais d'évacuation d'eau le 5 octobre 1966 à la base aérienne d'Ellington.

La mission Apollo 11 a représenté le premier contact des humains avec une surface non terrestre et l'Académie nationale des sciences a exprimé son inquiétude quant au fait que les astronautes et les vaisseaux spatiaux de retour pourraient rapporter par inadvertance une vie extraterrestre, ce qui pourrait poser un risque « catastrophique » pour l'humanité. L'anxiété est exacerbée par la présence du président des États-Unis Richard Nixon à bord de l'USS Hornet, le porte-avions de l'United States Navy chargé de récupérer les astronautes. Pour résoudre ces problèmes, une Mobile quarantine facility (« installation de quarantaine mobile ») a été installé à bord du navire dans laquelle les astronautes devaient se retrouver, avec le chirurgien de vol William Carpentier (en), où ils seraient isolés. Selon Hirasaki, quatre ingénieurs de la NASA ont répondu à un appel à des volontaires pour qu'un technicien soit présent à l'intérieur de la MQF pendant la période de quarantaine pour l'entretien nécessaire et pour enlever physiquement les roches lunaires qui avaient été récupérées par la mission,,,. Avant la récupération, les ingénieurs ont dessiné des pailles, Hirasaki tirant la courte paille. Il a passé les trois semaines suivantes en quarantaine avec les astronautes et Carpentier. Hirasaki a noté qu'avant la mission, il avait lu le livre La Variété Andromède de Michael Crichton ; cependant, il estimait que les risques pour sa sécurité personnelle étaient « très, très minimes ».
Après avoir retiré les roches lunaires récupérées de la MQF, Hirasaki a ouvert la poche de confinement dans laquelle elles étaient stockées afin que lui, Buzz Aldrin, Neil Armstrong, Michael Collins et William Carpentier puissent les regarder, faisant de lui l'un des cinq premiers humains connus êtres dans l'histoire pour voir les roches lunaires à l'intérieur de l'atmosphère de la Terre,.
Dans son autobiographie, Michael Collins décrivait Hirasaki comme étant « calme, flexible, discret » et disait que lui et William Carpentier étaient de « bons choix » pour rejoindre les astronautes de la mobile quarantine facility.

## Vie personnelle
Le grand-père de Hirasaki était le fermier et homme d'affaires Kichimatsu Kishi. Son oncle, Taro Kishi, a été le premier Asio-Américain à fréquenter l'Université A&M du Texas et, en tant que membre de l'équipe de football de cette école, la première personne d'origine japonaise à jouer au football intercollégial dans l'histoire de la Southwest Conference Football,.
En 2009, Hirasaki vivait à Dickinson au Texas.